# Região Geográfica Imediata de Imperatriz
A Região Geográfica Imediata de Imperatriz é uma das 22 regiões imediatas do estado brasileiro do Maranhão, uma das 4 regiões imediatas que compõem a Região Geográfica Intermediária de Imperatriz e uma das 509 regiões imediatas no Brasil, criadas pelo IBGE em 2017. É composta de 17 municípios, abrangendo a Região Metropolitana do Sudoeste Maranhense, a região tocantina e parte da Chapada das Mesas. Nessa região, ficam localizadas a Usina Hidrelétrica de Estreito e uma indústria de celulose da Suzano Papel e Celulose.

## Municípios
| Região geográfica imediata | Código | Municípios               |
| -------------------------- | ------ | ------------------------ |
| Imperatriz                 | 210019 | Amarante do Maranhão     |
| Imperatriz                 | 210019 | Buritirana               |
| Imperatriz                 | 210019 | Campestre do Maranhão    |
| Imperatriz                 | 210019 | Cidelândia               |
| Imperatriz                 | 210019 | Davinópolis              |
| Imperatriz                 | 210019 | Estreito                 |
| Imperatriz                 | 210019 | Governador Edison Lobão  |
| Imperatriz                 | 210019 | Imperatriz               |
| Imperatriz                 | 210019 | João Lisboa              |
| Imperatriz                 | 210019 | Lajeado Novo             |
| Imperatriz                 | 210019 | Montes Altos             |
| Imperatriz                 | 210019 | Porto Franco             |
| Imperatriz                 | 210019 | Ribamar Fiquene          |
| Imperatriz                 | 210019 | São João do Paraíso      |
| Imperatriz                 | 210019 | São Pedro da Água Branca |
| Imperatriz                 | 210019 | Senador La Rocque        |
| Imperatriz                 | 210019 | Vila Nova dos Martírios  |